# Rudolfshof
Rudolfshof ist ein Gemeindeteil der Stadt Lauf an der Pegnitz im Landkreis Nürnberger Land (Mittelfranken, Bayern). Rudolfshof liegt in der Gemarkung Veldershof.

## Lage
Das Dorf liegt nördlich von Lauf an der Eschenauer Straße (Staatsstraße 2240) und am Westufer des Bitterbachs, der im Ortsgebiet die Bitterbachschlucht geformt hat. Mittlerweile hat sich der Weiler zu einem Siedlungsgebiet mit etwa 15 Straßen entwickelt. Im Westen und Norden wird Rudolfshof vom Wald begrenzt. Im Süden schließt sich Kotzenhof an.

## Geschichte
Rudolfshof entstand aus einem einzelnen Hof Nürnberger Patrizier, die Kirche von Lauf und das Kloster St. Katharina zu Nürnberg übten die Grundherrschaft aus. Von 1796 bis 1810 war der Weiler unter preußischer Besatzung. Danach kam er zur Gemeinde Rückersdorf, die zum Landgericht Erlangen gehörte. Erst 1824 erfolgte die Zuordnung zum Landgericht Lauf. Am 1. Juni 1927 wurde die Gemeinde Veldershof, zu der Rudolfshof gehörte, in die Stadt Lauf an der Pegnitz eingegliedert. In Rudolfshof gibt es eine Grundschule.